# Рене Віньяль
Рене Віньяль (фр. René Vignal, 12 серпня 1926, Безьє — 21 листопада 2016, Кен-Фонсгрив) — французький футболіст, що грав на позиції воротаря. Найбільш відомий за виступами за клуб «Расінг» (Париж), у складі якого став володарем Кубка Франції, а також за національну збірну Франції.

## Клубна кар'єра
Рене Віньяль народився 1926 року в місті Безьє, та є вихованцем футбольної школи клубу «Безьє». У дорослому футболі дебютував 1945 року виступами за команду «Тулуза», в якій грав до 1947 року, взявши участь у 53 матчах чемпіонату. У 1947 році Віньяль перейшов до клубу «Расінг» (Париж), у якому грав до 1954 року, та був основним голкіпером команди. У складі клубу в 1949 році став володарем Кубка Франції. Завершив ігрову кар'єру у команді «Безьє», за яку виступав протягом 1958—1959 років.

## Виступи за збірну
1949 року Рене Віньяль дебютував у складі національної збірної Франції. Загалом протягом кар'єри в національній команді, в якій грав до 1954 року, провів у її формі 17 матчів, пропустивши 38 голів.
Помер Рене Віньяль 21 листопада 2016 року на 91-му році життя у місті Кен-Фонсгрив.
| Дата       | Місто      | Господарі  | Результат | Гості      | Турнір            | Голи | Примітки |
| ---------- | ---------- | ---------- | --------- | ---------- | ----------------- | ---- | -------- |
| 23-4-1949  | Роттердам  | Нідерланди | 4 – 1     | Франція    | товариський матч  | -4   |          |
| 27-4-1949  | Глазго     | Шотландія  | 2 – 0     | Франція    | товариський матч  | -2   |          |
| 22-5-1949  | Коломб     | Франція    | 1 – 3     | Англія     | товариський матч  | -3   |          |
| 4-6-1949   | Коломб     | Франція    | 4 – 2     | Швейцарія  | товариський матч  | -2   |          |
| 19-6-1949  | Коломб     | Франція    | 1 – 5     | Іспанія    | товариський матч  | -5   |          |
| 16-12-1950 | Коломб     | Франція    | 5 – 2     | Нідерланди | товариський матч  | -2   |          |
| 3-10-1951  | Лондон     | Англія     | 2 – 2     | Франція    | товариський матч  | -2   |          |
| 14-10-1951 | Женева     | Швейцарія  | 1 – 2     | Франція    | товариський матч  | -1   |          |
| 1-11-1951  | Коломб     | Франція    | 2 – 2     | Австрія    | товариський матч  | -2   |          |
| 26-3-1952  | Париж      | Франція    | 0 – 1     | Швеція     | товариський матч  | -1   |          |
| 20-4-1952  | Коломб     | Франція    | 3 – 0     | Португалія | товариський матч  | -    |          |
| 22-5-1952  | Брюссель   | Бельгія    | 1 – 2     | Франція    | товариський матч  | -1   |          |
| 20-9-1953  | Люксембург | Люксембург | 1 – 6     | Франція    | Відбір до ЧС 1954 | -1   | 8'       |
| 4-10-1953  | Дублін     | Ірландія   | 3 – 5     | Франція    | Відбір до ЧС 1954 | -3   |          |
| 18-10-1953 | Загреб     | Югославія  | 3 – 1     | Франція    | товариський матч  | -1   |          |
| 11-11-1953 | Коломб     | Франція    | 2 – 4     | Швейцарія  | товариський матч  | -2   | 22'      |
| 11-4-1954  | Коломб     | Франція    | 1 – 3     | Італія     | товариський матч  | -3   |          |
| Усього     |            | Матчів     | 17        |            | Голів             | -38  |          |

## Титули і досягнення
- Володар Кубка Франції (1):

«Расінг» (Париж): 1948–1949